# L'Éclipse (journal)
Pour les articles homonymes, voir Éclipse (homonymie).
L’Éclipse est un journal hebdomadaire satirique français fondé en janvier 1868, successeur de La Lune, et qui disparut en juin 1876.

## Histoire
En 1865, François Polo, libraire républicain qui édite des pamphlets contre l’empereur Napoléon III fonde  le journal La Lune, auquel André Gill fournit des  caricatures. Interdit par la censure, en décembre 1867, à la suite d’une caricature de Napoléon III, le journal disparaît le 17 janvier 1868.
La boutade « La Lune devra subir une éclipse » détermine le nom du successeur de La  Lune : L’Éclipse. Le premier numéro paraît le 26 janvier 1868 et le dernier le 25 juin 1876. Au total, elle compte 400 numéros, plus 36 numéros bis ainsi que 5 suppléments en 1870. Lui succédant, La Lune rousse paraît jusqu’en 1879.
Ces journaux sont à nombreuses reprises censurés ou interdits. André Gill y dessine alors Madame Anastasie, qui rend célèbre le personnage d’Anastasie, allégorie de la censure.
Il comporte 4 pages dont la une reproduisant systématiquement une gravure sur bois en couleurs. Le prix de vente est de 10 centimes.
La librairie Polo, reprise par Georges Decaux, devient en 1875 la Librairie illustrée.

## Contributeurs
Les artistes suivants ont contribué aux lithographies ou aux illustrations de L’Éclipse et sont bien souvent les mêmes  que ceux du journal Le Charivari. 
- Jean-Adolphe Bocquin
- Draner
- André Gill
- Eugène Ladreyt
- Georges Lafosse
- Alfred Le Petit
- Édouard Pépin